# Saint-Laurent-de-Cuves
Saint-Laurent-de-Cuves è un comune francese di 503 abitanti situato nel dipartimento della Manica nella regione della Normandia.

## Società

### Evoluzione demografica
Abitanti censiti